# Новые Липки
Новые Липки — село в Некрасовском районе Ярославской области. Входит в состав сельского поселения Бурмакино, относится к Высоковскому сельскому округу.

## География
Расположено на берегу речки Лихута в 12 км на юг от центра поселения посёлка Бурмакино и в 45 км на юг от райцентра посёлка Некрасовское.

## История
В XVII веке по административно-территориальному делению село входило в состав Костромского уезда в Нерехотский стан. В октябре 1616 года «князь Юрьева вотчина Дмитриевича Хворостинина село Рождественское да село Бордаково и деревни, после разоренья литовских людей и воровских казаков и как шли государевы воеводы из Ерославля за Лисовским на сход кн. Василей Туренин да князь Михайло Борятинский в 1616 г., а с ними шли ратные люди и немцы и казаки и те де воинские люди ту его князь Юрьеву вотчину запустошили... Да в селе Бордакове храм деревянной Николы чуд., а на церковной земле во дворе поп Юрьи, пономарь Гришка...». В 1628 году упоминается церковь «Никола чудотворец в селе Матфеевском Бардаково тож». Каменная Николаевская церковь с колокольней села Бордаково построена в 1798 году усердием прихожан. Церковь была обнесена каменной оградой, внутри которой приходское кладбище. Престолов было три: в холодной — во имя святителя Николая Чудотворца и в честь Смоленской иконы Божией Матери; в теплой — в честь Богоявления Господня.
В конце XIX — начале XX века село входило в состав Рождественской волости Нерехтского уезда Костромской губернии, с 1918 года — Иваново-Вознесенской губернии.
С 1929 года село входило в состав Рождественского сельсовета Нерехтского района, с 1944 года — в составе Бурмакинского района, с 1954 года — в составе Высоковского сельсовета, с 1959 года — в составе Некрасовского района, с 2005 года — в составе сельского поселения Бурмакино.
В 1965 г. Указом Президиума ВС РСФСР село Бордуково было переименовано в Новые Липки.

## Население
| 1872 | 1897 | 1907 | 2002 | 2007 | 2010 |
| ---- | ---- | ---- | ---- | ---- | ---- |
| 320  | ↗357 | ↗383 | ↘41  | ↘29  | ↗33  |

## Достопримечательности
В селе расположена недействующая Церковь Николая Чудотворца (1798).